# Яйро Морено
Яйро Морено (ісп. Yairo Moreno, нар. 4 квітня 1995, Некоклі) — колумбійський футболіст, півзахисник клубу «Атлетіко Хуніор».
Виступав за національну збірну Колумбії.

## Клубна кар'єра
Народився 4 квітня 1995 року в місті Некоклі. Вихованець футбольної школи клубу «Індепендьєнте Медельїн». У дорослому футболі дебютував 2014 року виступами за його головну команду, в якій того року взяв участь в одному матчі чемпіонату. 
У 2015—2016 роках здобував ігровий досвід, граючи на правах оренди у складі команд «Ла Екідад» та «Енвігадо», після чого повернувся до «Індепендьєнте Медельїн», де вже став гравцем основного складу.
2018 року перебрався до Мексики, ставши гравцем «Леона». 2020 року допоміг команді виграти Апертуру чемпіонату Мексики. Сезон 2021/22 провів на правах оренди у «Пачуці», де також виходив на поле в основному складі команди. Наступний сезон проводив у «Леоні», ставши того року у його складі переможцем Ліги чемпіонів КОНКАКАФ.
2023 року повернувся на батьківщину, де грав за рідний «Індепендьєнте Медельїн», а за рік став гравцем «Атлетіко Хуніор».

## Виступи за збірну
2019 року дебютував в офіційних матчах у складі національної збірної Колумбії.
У складі збірної був учасником розіграшу Кубка Америки 2021 року у Бразилії, на якому команда здобула бронзові нагороди, а сам півзахисник виходив на поле в одній грі групового етапу.
| Дата       | Місто         | Господарі         | Результат | Гості     | Турнір                       | Голи | Примітки |
| ---------- | ------------- | ----------------- | --------- | --------- | ---------------------------- | ---- | -------- |
| 7-9-2019   | Маямі-Гарденс | Бразилія          | 2 – 2     | Колумбія  | товариський матч             | -    | 87'      |
| 10-9-2019  | Тампа         | Колумбія          | 0 – 0     | Венесуела | товариський матч             | -    | 69' 75'  |
| 12-10-2019 | Аліканте      | Колумбія          | 0 – 0     | Чилі      | товариський матч             | -    |          |
| 15-10-2019 | Лілль         | Алжир             | 3 – 0     | Колумбія  | товариський матч             | -    | 46'      |
| 16-11-2019 | Маямі-Гарденс | Колумбія          | 1 – 0     | Перу      | товариський матч             | -    |          |
| 19-11-2019 | Гаррісон      | Еквадор           | 0 – 1     | Колумбія  | товариський матч             | -    | 80'      |
| 3-6-2021   | Ліма          | Перу              | 0 – 3     | Колумбія  | Відбір до ЧС 2022            | -    |          |
| 8-6-2021   | Барранкілья   | Колумбія          | 2 – 2     | Аргентина | Відбір до ЧС 2022            | -    | 75'      |
| 13-6-2021  | Куяба         | Колумбія          | 1 – 0     | Еквадор   | Копа Америка 2021 - 1-й етап | -    | 45+5'    |
| 2-9-2021   | Ла-Пас        | Болівія           | 1 – 1     | Колумбія  | Відбір до ЧС 2022            | -    | 46'      |
| 9-9-2021   | Барранкілья   | Колумбія          | 3 – 1     | Чилі      | Відбір до ЧС 2022            | -    |          |
| 11-11-2021 | Сан-Паулу     | Бразилія          | 1 – 0     | Колумбія  | Відбір до ЧС 2022            | -    | 46'      |
| 16-11-2021 | Барранкілья   | Колумбія          | 0 – 0     | Парагвай  | Відбір до ЧС 2022            | -    |          |
| 24-3-2022  | Барранкілья   | Колумбія          | 3 – 0     | Болівія   | Відбір до ЧС 2022            | -    | 65'      |
| 29-3-2022  | Сьюдад-Гуаяна | Венесуела         | 0 – 1     | Колумбія  | Відбір до ЧС 2022            | -    | 74'      |
| 5-6-2022   | Мурсія        | Саудівська Аравія | 0 – 1     | Колумбія  | товариський матч             | -    |          |
| Усього     |               | Матчів            | 16        |           | Голів                        | 0    |          |

## Титули і досягнення
- Чемпіон Мексики (1):

«Леон»: Апертура 2020
- Переможець Ліги чемпіонів КОНКАКАФ (1):

«Леон»: 2023